# Associazione Calcio Pro Vasto 1977-1978
Questa pagina raccoglie le informazioni riguardanti l'Associazione Calcio Pro Vasto nelle competizioni ufficiali della stagione 1977-1978.

## Rosa
| N. |                   | Ruolo | Calciatore           |
| -- | ----------------- | ----- | -------------------- |
|    | Italia (bandiera) | A     | Fiorano Bardelli     |
|    | Italia (bandiera) | C     | Antonio Bevilacqua   |
|    | Italia (bandiera) | A     | Luigi Cardaccia      |
|    | Italia (bandiera) | A     | Nicola Cericola      |
|    | Italia (bandiera) | D     | Pasquale Checchia    |
|    | Italia (bandiera) | D     | Stefano Codraro      |
|    | Italia (bandiera) | D     | Alfonso De Filippis  |
|    | Italia (bandiera) | C     | Wagner Di Bartolomeo |
|    | Italia (bandiera) | P     | Angelo Di Giulio     |
|    | Italia (bandiera) | A     | Enrico Ferrari       |
|    | Italia (bandiera) |       | Ferri                |

| N. |                   | Ruolo | Calciatore          |
| -- | ----------------- | ----- | ------------------- |
|    | Italia (bandiera) | C     | Elio Garavaglia     |
|    | Italia (bandiera) | A     | Giovanni Ludvik     |
|    | Italia (bandiera) | C     | Guido Mazzetti      |
|    | Italia (bandiera) | D     | Giuseppe Monachetti |
|    | Italia (bandiera) | C     | Silvio Paolucci     |
|    | Italia (bandiera) | D     | Francesco Raimondi  |
|    | Italia (bandiera) | A     | Tommaso Savastio    |
|    | Italia (bandiera) | D     | Uldarico Tretter    |
|    | Italia (bandiera) | P     | Gianfranco Troilo   |
|    | Italia (bandiera) | D     | Edi Zambon          |